# Laura Österberg Kalmari
Laura Österberg Kalmari, född 27 maj 1979 i Kyrkslätt, är en finländsk före detta professionell fotbollsspelare (anfallare). Österberg Kalmari spelade 130 landskamper för Finland, den första 1996 och den sista 2011. Hon innehar därmed det finländska rekord för flest spelade landslagskamper inom damfotbollen. Hon är också det finländska damlandslagets främsta målskytt genom tiderna med 41 landskampsmål. Österberg Kalmari spelade med landslaget i två EM-slutspel, det första 2005 där Finland tog sig till semifinalen och det andra 2009 där Finland tog sig till kvartsfinalen. Hon utsågs fem gånger till årets bästa kvinnliga fotbollsspelare i Finland, åren 1999, 2003, 2006, 2009 och 2010. Österberg Kalmari vann UEFA Women's Cup två gånger med Umeå IK, 2003 och 2004. Hon var under sin aktiva tid i Finland med och vann Damernas FM-serie fyra gånger och Finlands cup för damer fem gånger. Under sin tid i Sverige spelade hon i Damallsvenskan och hon var tre gånger med och vann Svenska cupen i fotboll för damer och en gång Damallsvenskan med Umeå IK 2002. Österberg Kalmari spelade tidvis även i USA, där hon 2002 var med och vann W-League med Boston Renegades. År 2010 tecknade hon ett kontrakt med amerikanska Sky Blue FC i proffsligan WPS. Efter säsongen 2011, i början av april 2012, meddelade Österberg Kalmari att hon beslutat sig för att sluta som professionell fotbollsspelare.

## Klubblag
Österberg Kalmaris moderklubb var Kyrkslätt idrottsförening (KyIF) där hon började spela 1984. Hon började spela för PuiU 1995 och sedan för MPS 1997 och sedan för HJK 1998, alla tre klubbar baserade i Helsingfors. Hon var fyra gånger med och vann Damernas FM-serie med HJK, 1998–2001, och fem gånger var hon med och vann Finlands cup för damer, först med PuiU 1996, sedan med MPS 1997 och sedan tre gånger med HJK 1998-2000. År 1999, 2000 och 2001 var hon FM-seriens främsta målskytt. Under 2000 bodde hon en tid i USA där hon spelade i universitetslaget Portland Pilots. Hon återvände efter detta till Finland för att återigen spela med HJK. Under 2002 återvände hon för en tid till USA där hon spelade med Boston Renegades och vann med det laget W-League. Hon började i augusti 2002 spela i den svenska klubben Umeå IK.
Österberg Kalmari spelade i Damallsvenskan för Umeå IK 2002–2004. Hon var med i lagets trupp när Umeå IK vann allsvenskan 2002 och när laget vann Svenska cupen i fotboll för damer 2002 och 2003 samt när laget vann UEFA Women's Cup 2003 och 2004. År 2004 blev hon med 22 mål allsvenskans främsta målskytt, en utmärkelse hon delade med Marta som också spelade i Umeå IK. Under 2005–2006 spelade Österberg Kalmari för Djurgården/Älvsjö i allsvenskan. Därefter spelade hon för AIK i allsvenskan 2008–2009.
År 2010 tecknade Österberg Kalmari ett kontrakt med amerikanska Sky Blue FC i proffsligan WPS. Sky Blue blev hennes sista proffsklubb, då Österberg Kalmari efter säsongen 2011, i början av april 2012 meddelade att hon beslutat sig för att sluta som professionell fotbollsspelare.

## Landslag
Österberg Kalmari spelade 130 landskamper för Finland, den första 1996 och den sista 2011. Hon innehar därmed det finländska rekord för flest spelade landslagskamper inom damfotbollen. Hon är också det finländska damlandslagets främsta målskytt genom tiderna med 41 landskampsmål. Hennes första landslagsmatch var mot Island den 11 mars 1996 i Portugal. Hon spelade i två EM-slutspel, första gången var 2005 då Finland tog sig till semifinalen och andra gången 2009 då Finland tog sig till kvartsfinalen. Hennes sista landslagsmatch blev mot USA i Algarve Cup den 7 mars 2011 i Portugal. Hon utsågs fem gånger till årets bästa kvinnliga fotbollsspelare i Finland, åren 1999, 2003, 2006, 2009 och 2010.